# Свети мученици Теодор и Јован
Свети мученици Теодор Варјаг и његов син Јован су хришћани који су постали први познати мученици за веру у Русији.
Православна црква их празнује 12. (25.) јула.

## Биографија
Теодор је рођен у 10. веку. Дуго је живео и служио у Византији, где је и крштен. Затим се преселио да живи у Кијеву. Теодор је имао сина који је, као и он, исповедао хришћанство. Био је један од најбољих кнежевских ратника .
По традиционалној хагиографији Руске православне цркве, пострадали су за Христа од стране незнабожаца. Подстакнути од врачара, убили су младића Јована, који је жребом требало да буде жртвован боговима, и његовог оца Теодора, који је покушавао да се одупре гомили и разоткрије заблуду паганске догме.
У свом делу Повест минулих лета, Нестор Летописац о њима извештава:
"И рекоше старешине и бојари: „Бацимо коцку о момку и девојци, на коју падне, заклаћемо га на жртву боговима“. Тада је био само један Варјаг, а његово двориште је стајало тамо где је сада црква Пресвете Богородице коју је кнез Владимир подигао. Тај Варјаг је дошао из грчке земље и исповедао веру хришћанску. И имао је сина, лепог лицем и душом, и пао му је жреб, од зависти ђавола. Јер ђаво, који има власт над свима, не издржи га, али овај беше као трње у срцу његовом, и проклети покуша да га погуби и постави народ. А они који су му послани, дошавши, рекоше: „Жреб је пао на твог сина, богови су га сами изабрали, па да принесемо жртву боговима. А Варјаг рече: „То нису богови, него дрво: данас има, а сутра ће иструнути; не једу, не пију, не говоре, већ се праве рукама од дрвета. Бог је један, Грци Му служе и обожавају; Он је створио небо, и земљу, и звезде, и месец, и сунце, и човека, и одредио му да живи на земљи. И шта су урадили ови богови? Сами су направљени. Не дам свог сина демонима“. Гласници су отишли и све испричали народу. Исти је, узевши оружје, отишао до њега и развалио му капије и ушао у кућу. Варјаг је стајао у ходнику са сином. Рекоше му: „Дај ми свог сина, да га одведемо боговима“. Он је одговорио: „Ако су богови, нека пошаљу једног од богова и узму мог сина. Зашто радите оно што они желе?" И они зовну, и посекоше крошње под собом, и тако их побише. И нико не зна где су стављени."
Тачан датум смрти хришћана Теодора и Јована није познат. Према главној верзији, њихова смрт је наступила 12. јула 978. године. Такође се верује да се овај догађај могао догодити касније, у лето 983. године .
Постоји мишљење да су догађаји повезани са смрћу Теодора и Јована у извесној мери утицали на одлуку кнеза Владимира да постане хришћанин. Био је шокиран оним што се догодило, односно храброшћу којом се Теодор Варјаг сам супротставио гомили љутитих Кијеваца и која се могла показати само у одбрани праведне ствари.